# نانجموی کریک
نانجموی کریک (به انگلیسی: Nanjemoy Creek) رودخانه‌ای به‌طول ۱۳٫۱ مایل (۲۱٫۱ کیلومتر) است که در ایالات متحده آمریکا جریان دارد.